# 西尼亚斯县
西尼亚斯县是印度尼西亚北苏门答腊省的一个县，位于尼亚斯岛西部，县治为Lahomi。西尼亚斯县原属于尼亚斯县，2008年分出。
据2010年时的人口普查，西尼亚斯县的人口为81,461。